# آنا میلوویچ
آنا میلوویچ (انگلیسی: Ana Milovič؛ زادهٔ ۳۱ ژوئیهٔ ۲۰۰۱) بازیکن فوتبال اهل اسلوونی است.
وی همچنین در تیم ملی فوتبال زنان اسلوونی بازی کرده‌است.